# Hvozd (vojenský újezd Boletice)
Hvozd, do roku 1945 Hochvalda (německy Hochwald)  je zaniklá ves na území vojenského újezdu Boletice, resp. poblíž jeho vnitřního okraje, v katastrálním území Třebovice u Českého Krumlova. Nachází se cca 4 km severozápadně od Chvalšin.
Bývala osada byla použita ve filmu Dobrý voják Švejk (1956)

## Historie
V roce 1904 zde byl nalezen depot měděných žeber (asi 35 kg) z doby bronzové. První písemná zmínka o obci pochází z roku 1310; v roce 1921 zde žilo 57 obyvatel a stálo 10 domů. Ves byla osadou obce Střemily a zanikla v 50. letech 20. století v souvislosti se zřízením vojenského újezdu Boletice.